# Presidente del Parlamento de Cantabria

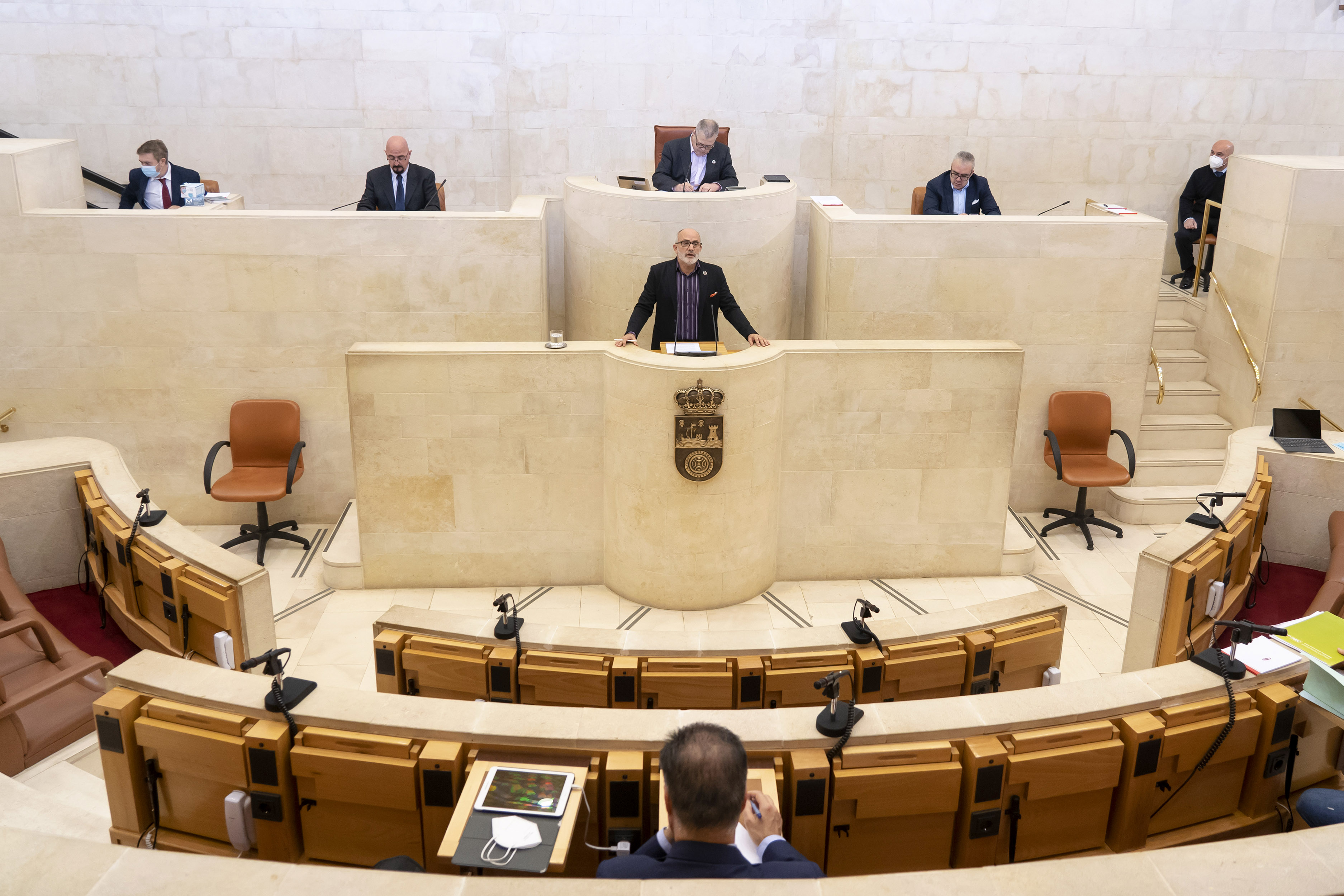
Sala plenaria del Parlamento, con la Mesa al fondo

El presidente del Parlamento de Cantabria es la máxima autoridad del Parlamento de Cantabria, el órgano unicameral que representa a todos los ciudadanos de la comunidad autónoma de Cantabria. El presidente del Parlamento es elegido por la propia cámara de entre sus miembros.
El titular de la presidencia coordina los trabajos del Parlamento y de sus comisiones, y preside y dirige los debates. Asimismo, preside la Mesa del Parlamento, la Junta de Portavoces y la Diputación Permanente.

## Historia
La figura de la presidencia del Parlamento de Cantabria se remonta al año 1979, cuando se constituye la Asamblea Mixta de Parlamentarios y Diputados Regionales con el objetivo de redactar el Estatuto de Autonomía de Cantabria. Esta asamblea, formada por veintidós miembros de la UCD, once del PSOE y uno del PRC, eligió a Justo de las Cuevas presidente de la Asamblea, que era partidario de la separación entre Cantabria y Castilla y León.
A finales de 1981 las Cortes Generales aprobaron el Estatuto entrando en vigor en enero del año siguiente. Aunque De las Cuevas se presentó a la reelección, ocho diputados de su propio grupo votaron en contra de su candidatura, siendo elegido primer presidente de la Asamblea de Cantabria el socialista Isaac Aja. En 1998, el parlamento adquirió la actual denominación.

## Funciones
El presidente del Parlamento ejerce la representación del órgano legislativo, asegura la buena marcha de los trabajos, dirige los debates, mantiene el orden de los mismos y ordena los pagos.
Igualmente, corresponde al Presidente cumplir y hacer cumplir el reglamento, interpretándolo en los casos de duda y supliéndolo en los de omisión. Si para llevar a cabo esto fuere necesario dictar una resolución, necesita el voto favorable de la Mesa del Parlamento y de la Junta de Portavoces.

## Elección
La elección del presidente del Parlamento de Cantabria se hace por votación secreta en urna de entre los diputados propuestos por los distintos grupos parlamentarios. Para ser elegido es necesario alcanzar la mayoría absoluta en la primera votación, de no conseguirlo ningún candidato, una segunda votación de igual manera elegirá presidente de la cámara al diputado que obtenga más votos.
En caso de empate, y tras tres intentos de desempate, será elegido presidente el miembro del partido con más voto popular.

### Cese
Las razones de cese del presidente del Parlamento son:
1. Perder la condición de diputado.
2. Renuncia expresa.
3. No estar integrado o dejar de pertenecer al grupo parlamentario que le propuso.